# Małże
Małże (Bivalvia, z gr. bi ‘dwa’ + łac. valva ‘skrzydło drzwi’), dawniej również blaszkoskrzelne (Lamellibranchiata) – takson w randze gromady obejmujący około 8000 gatunków mało aktywnych lub osiadłych, wyłącznie wodnych, bentosowych mięczaków (Mollusca) o bocznie spłaszczonym ciele okrytym dwuklapową muszlą. Ciało małża składa się z tułowia (zwanego workiem trzewiowym) i nogi. Jest pozbawione głowy, szczęki i tarki. Małże pełzają, żyją w dnie, ryją, pływają lub przytwierdzają się bisiorem do podłoża. Liczne gatunki, np. ostrygi, wenerydowate i omułki, są jadalne . Z niektórych pozyskuje się cenne perły oraz masę perłową. Małże są znane od kambru. W wodach śródlądowych Polski stwierdzono występowanie 34 gatunków – m.in.: szczeżuja pospolita (Anodonta piscinalis), kilka gatunków skójek (Unio) i racicznica zmienna (Dreissena polymorpha) – a w Morzu Bałtyckim 9 gatunków.

## Występowanie
Małże żyją we wszystkich strefach geograficznych, wyłącznie w środowisku wodnym. Większość gatunków zasiedla przybrzeżne płycizny w wodach morskich, często stanowiąc główny element fauny dennej. Mniej licznie występują w głębinach morskich i w wodach słodkich lub słonawych.
Gatunki występujące w wodach śródlądowych Polski wymieniono w odrębnym artykule.
Małże Morza Bałtyckiego:
- astarta północna (Astarte borealis) – gatunek głębinowy
- astarta zachodnia (Astarte elliptica) – gatunek głębinowy
- cyprina islandzka (Arctica islandica) – gatunek głębinowy
- małgiew piaskołaz (Mya arenaria)
- omułek jadalny (Mytilus edulis)
- rogowiec bałtycki (Macoma balthica)
- rogowiec wapienny (Macoma calcarea) – gatunek głębinowy
- sercówka drobna (Parvicardium hauniense) – endemit Bałtyku
- sercówka jadalna (Cerastoderma edule)
- sercówka pospolita (Cerastoderma glaucum)

## Budowa
Ciało małży jest dwubocznie symetryczne, zwykle wydłużone, bocznie spłaszczone i zamknięte między dwiema, zwykle symetrycznymi, połówkami muszli połączonymi na grzbiecie, wytwarzanymi przez dwa boczne płaty płaszcza otaczające worek trzewiowy.

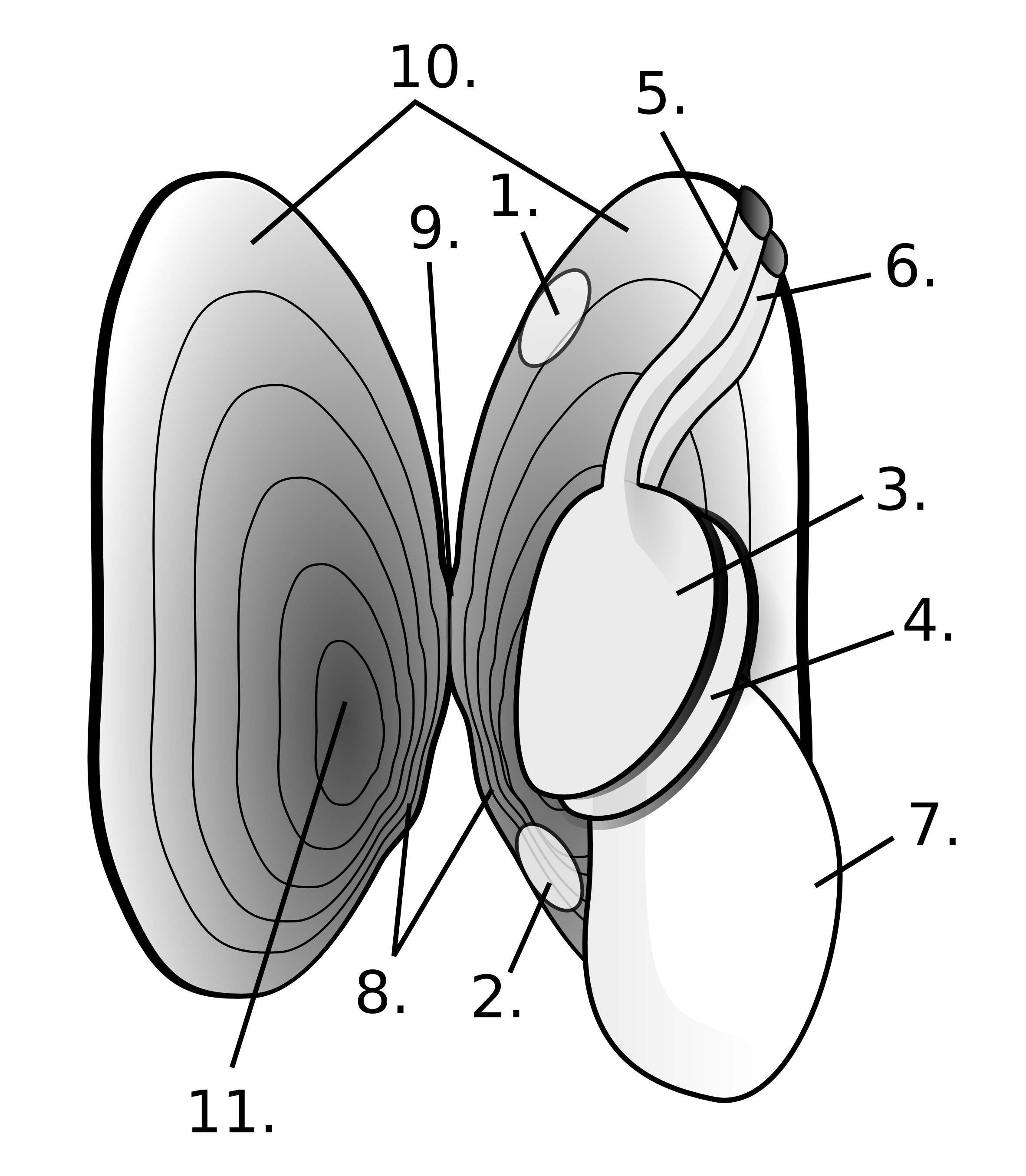
Budowa perłoródki rzecznej: 1. – tylny mięsień zwieracz, 2. – przedni mięsień zwieracz, 3. i 4. – płaty skrzelowe, 5. i 6. – syfony, 7. – noga, 8. – zęby zamka muszli, 9. – zamek, 10. – płaszcz, 11. – szczyt (wierzchołek) muszli

Połówki muszli połączone są w okolicach tzw. szczytu muszli konchiolinowym więzadłem (ligamentum) i u niektórych gatunków układem wapiennych listew oraz różnie wykształconych ząbków, zwanym zamkiem muszli. Listwy zamka zapobiegają przesuwaniu się skorup w trakcie ruchu małża . Więzadło, nazywane też wiązadełkiem  – w postaci krótkiej poprzecznej, elastycznej taśmy przechodzącej bezpośrednio w zewnętrzną rogową warstwę obu skorup – rozchyla połówki muszli, zaś zamyka je jeden lub dwa mięśnie zwieracze przyrośnięte do wewnętrznej powierzchni obu połówek muszli. Wielkość muszli oraz masa ciała małży są bardzo zróżnicowane, odpowiednio, od kilku milimetrów i ułamka grama u słodkowodnych Pisidium do 1,5 metra i 250 kg u przydaczni olbrzymiej (Tridacna gigas).
Muszle małży mają trzy warstwy:

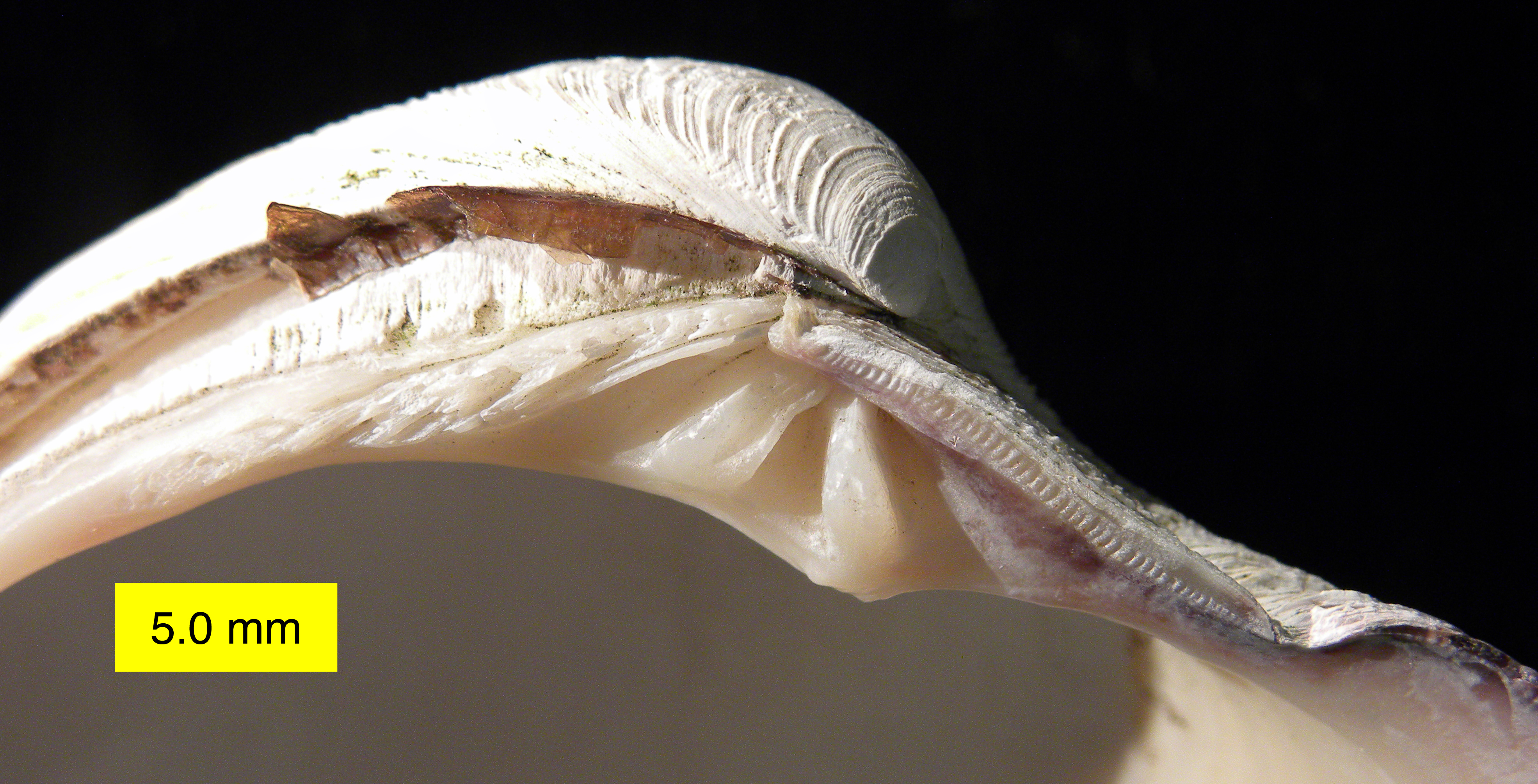
Zęby zamka muszli Mercenaria mercenaria

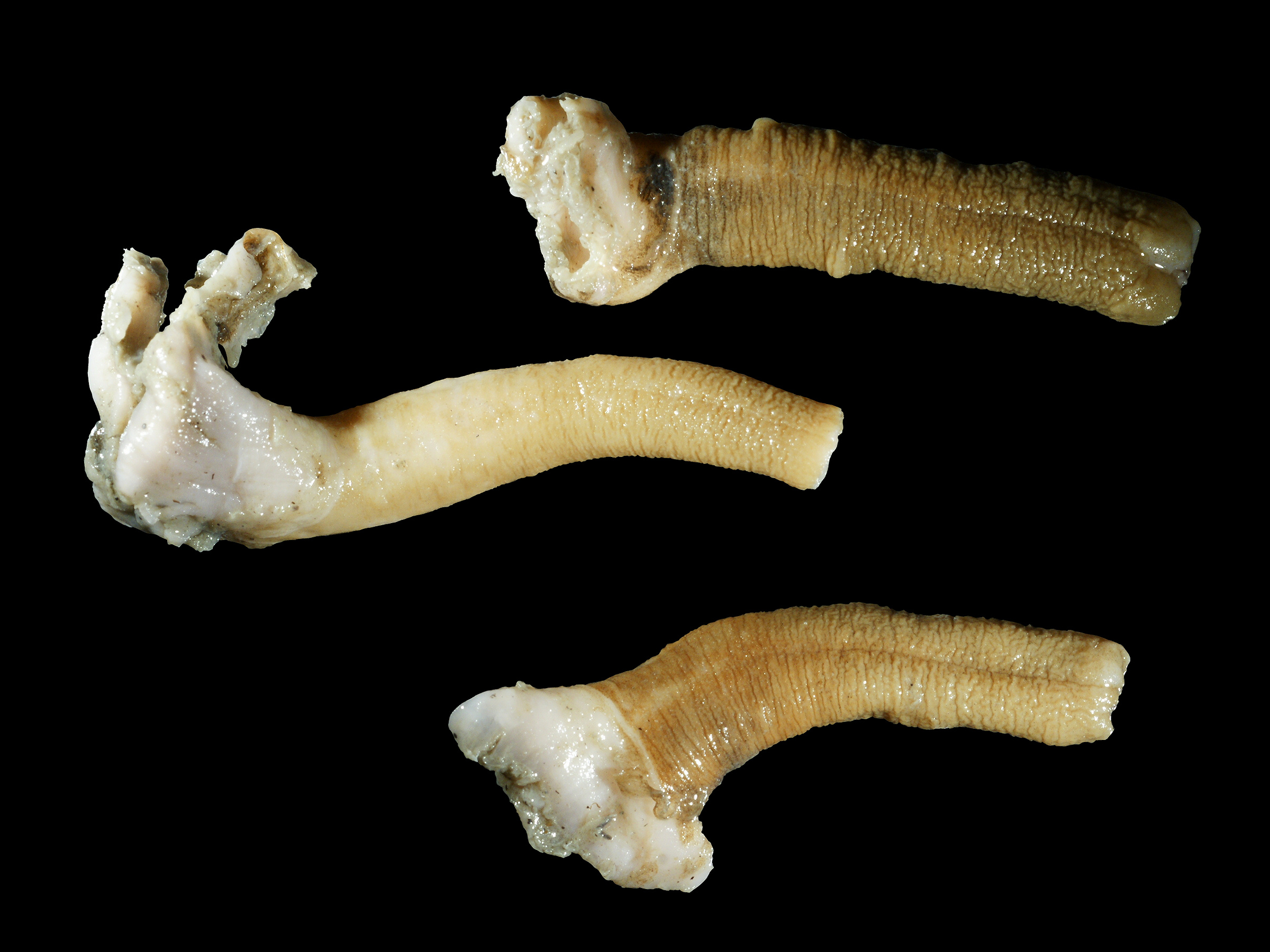
Syfony Barnea candida

- konchiolinową – zewnętrzna (periostracum)
- porcelanową – środkowa (mesostracum)
- perłową – wewnętrzna (hypostracum)

Warstwa perłowa jest zbudowana z drobnych blaszek wapiennych. Po dostaniu się do wnętrza muszli jakiejś drobiny (np. ziarenka piasku), substancja perłowa odkłada się wokół niej i powstaje perła.
U małży nie występuje głowa (stąd dawna nazwa Acephala), zanikła też charakterystyczna dla mięczaków tarka w gardzieli. Noga jest w różnym stopniu rozwinięta, w zależności od trybu życia i środowiska. U gatunków najbardziej pierwotnych pod względem budowy noga zakończona jest płaską podeszwą. Większość małży ma nogę klinowatą, bardzo kurczliwą i silnie umięśnioną; nieliczne gatunki osiadłe są jej pozbawione. Na nodze większości gatunków osiadłych położony jest gruczoł bisiorowy, produkujący krzepnące nici zwane bisiorem, służące do przymocowania małża do podłoża. Wewnątrz jamy płaszczowej znajdują się silnie orzęsione, parzyste skrzela, zwane ktenidiami. Woda wpływa do jamy płaszcza przez otwór zwany syfonem wlotowym (wpustowym), omywa skrzela i wypływa syfonem odpływowym (wyrzutowym, wypustowym). U gatunków zagrzebujących się pod powierzchnią dna syfony przyjmują postać długich, mięsistych rurek, wystawionych na powierzchnię dna. Woda dostarcza do organizmu małża tlen i drobne zawiesiny organiczne (detrytus, glony, pierwotniaki i bakterie) stanowiące pokarm małża. 
Otwór gębowy zaopatrzony jest w dwie pary orzęsionych płatów przygębowych wspomagających przesuwanie pokarmu. Przełyk prowadzi do żołądka, z którego wybiega długie jelito zakończone otworem odbytowym. Układ wydalniczy tworzy narząd Bojanusa i narząd Kebera. Otwarty układ krwionośny zbudowany jest z jednokomorowego serca, pary błoniastych przedsionków oraz szeregu naczyń i zatok krwionośnych. Na słabo rozwinięty układ nerwowy składają się pary zwojów głowowych, nożnych i trzewiowych.

## Tryb życia i rozwój

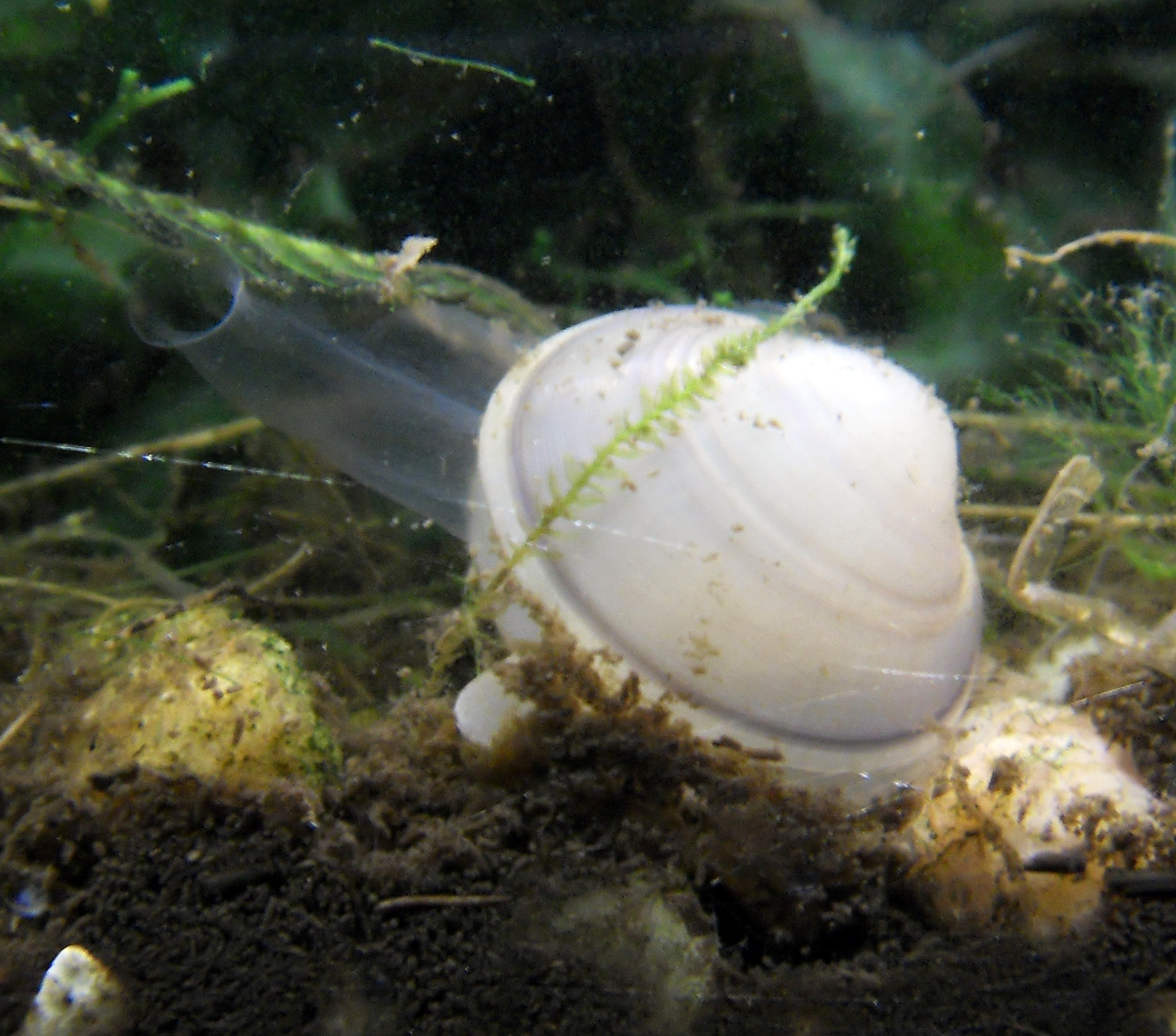
Sphaerium sp.

Większość małży jest osiadła – niektóre całkowicie, przyczepione do podłoża bisiorem lub przyrastające do niego muszlą, a niektóre zachowują zdolność powolnego ruchu – żyją w piasku i mule poruszając się za pomocą nogi. Inne ryją lub wiercą w podłożu (w drewnie lub w skale), a nieliczne pływają poruszając się odrzutowo dzięki prądowi wody wyrzucanej gwałtownym zwieraniem połówek muszli. Nieliczne są komensalami lub pasożytami zewnętrznymi jeżowców i osłonic . Część żyje w symbiozie z bakteriami i wiciowcami .
Są rozdzielnopłciowe lub obojnacze. Zapłodnienie najczęściej zewnętrzne, w wodzie wypełniającej jamę płaszczową lub na zewnątrz organizmu . W rozwoju występują larwy typu trochofora, weliger i – u niektórych – glochidium, pasożytujące na rybach. Znane są gatunki opiekujące się potomstwem.
Długość życia małży jest zależna od gatunku i wynosi od kilku tygodni do wielu lat, np. przydacznie żyją do 100, a perłoródka rzeczna do 120 lat .

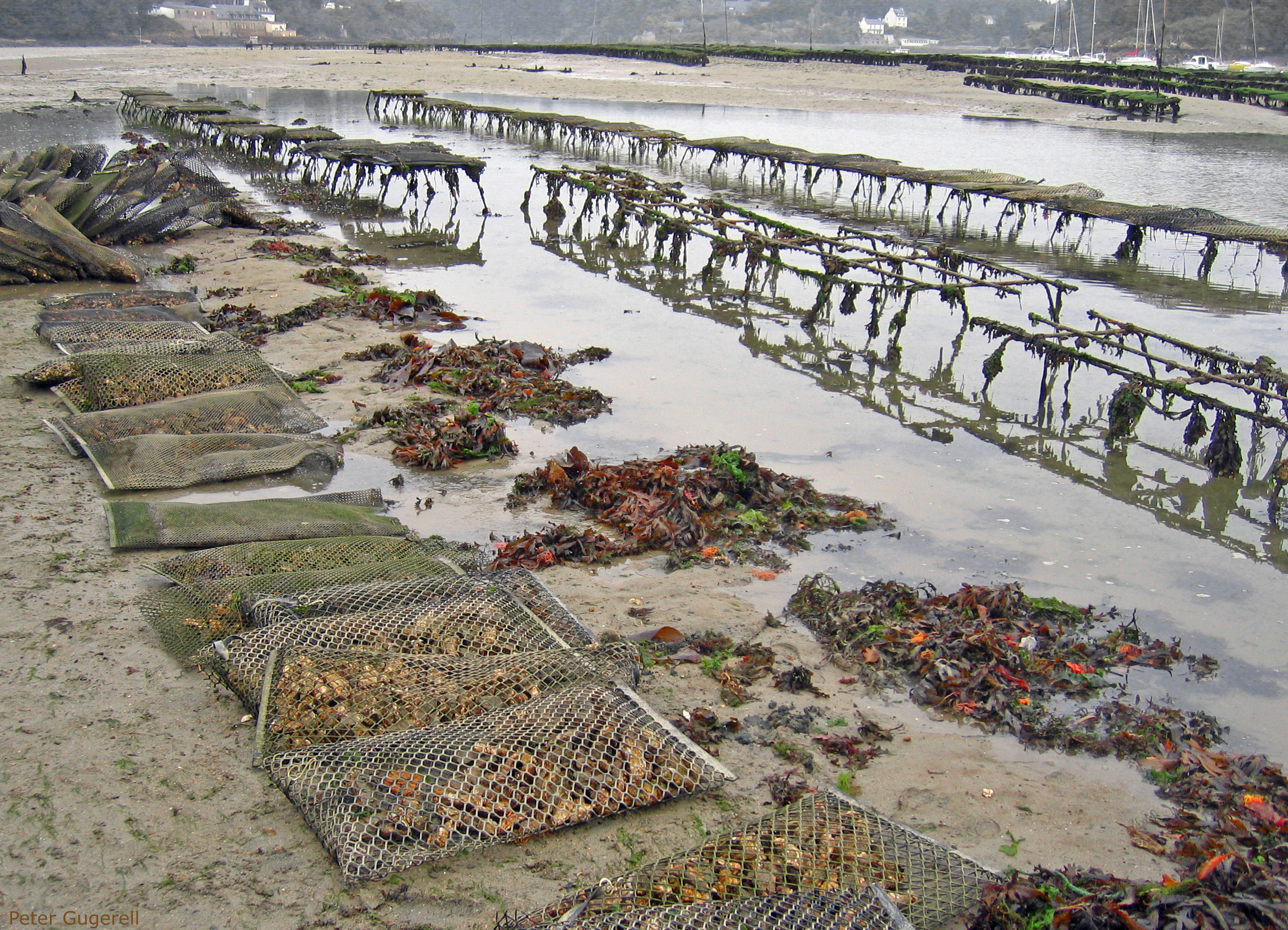
Hodowla ostryg we Francji

## Znaczenie
Małże mają duże znaczenie w ekosystemach wodnych i jednocześnie należą do bezkręgowców o największym znaczeniu gospodarczym . W większości są filtratorami wody przydennej oczyszczającymi zbiorniki wodne z nadmiaru substancji organicznych. Stanowią też pokarm wielu innych organizmów, m.in. dla brzuchonogów, wielu skorupiaków, niektórych rozgwiazd, ryb, ptaków i ssaków (wydra morska, mors i fokowate), a także dla człowieka – w wielu krajach są ważnym składnikiem diety. Gatunki jadalne są poławiane, a także hodowane i spożywane przez ludzi na całym świecie. Zawierają wartościowe białko, sole mineralne, węglowodany i znikomą ilość tłuszczu . Duże znaczenie w rybołówstwie mają ostrygowate, omułkowate i wenerydowate.

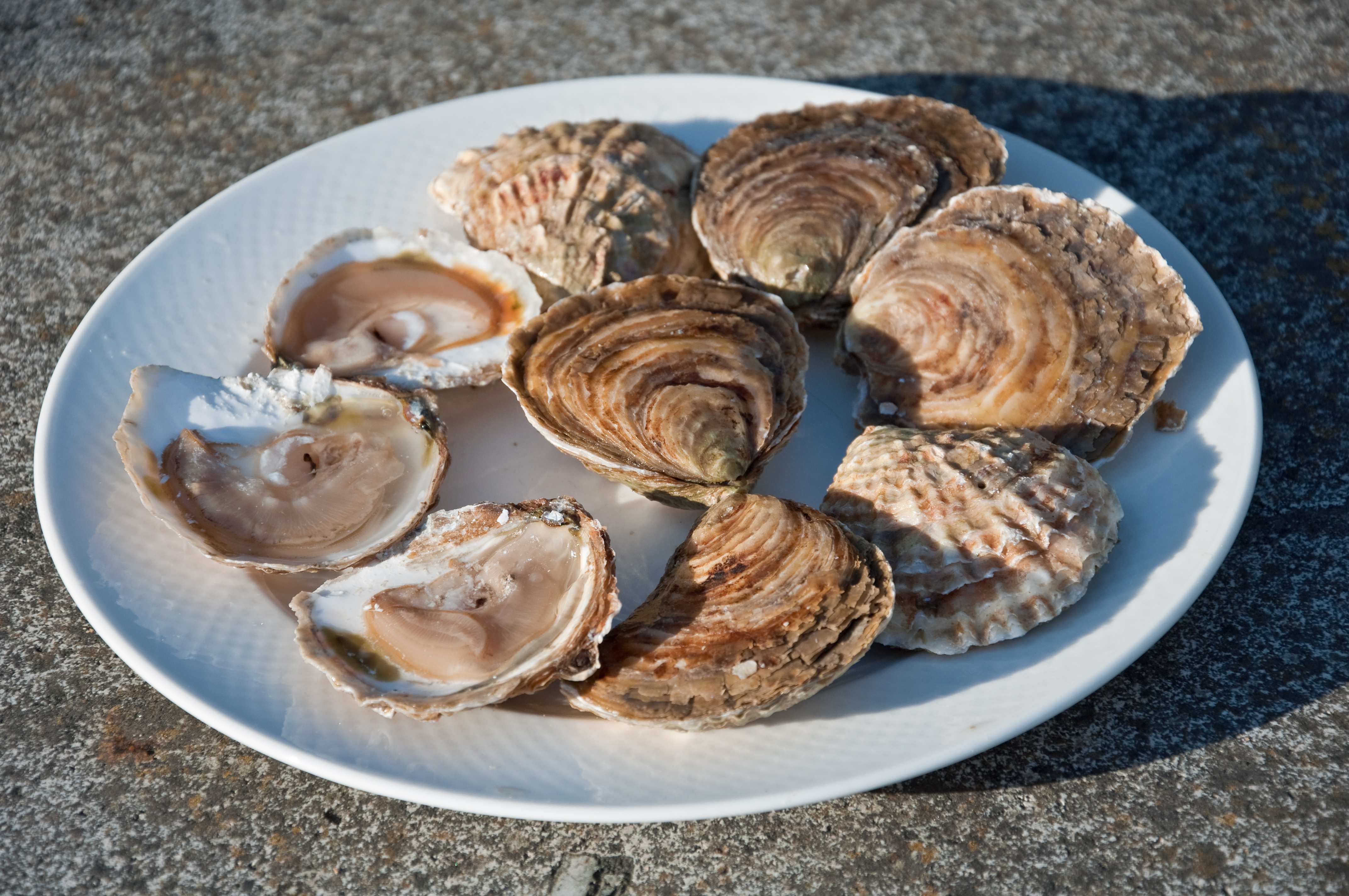
Ostryga jadalna (Ostrea edulis)

Ze względu na możliwość kumulowania przez małże pochodzących z zanieczyszczonych środowisk substancji lub organizmów szkodliwych dla człowieka, a także z powodu szybko psującego się mięsa, zdarzają się przypadki zatruć pokarmowych.
Z niektórych gatunków małży pozyskiwane są perły wykorzystywane w przemyśle jubilersko-galanteryjnym. Muszle, a zwłaszcza masa perłowa są wykorzystywane do wyrobu przedmiotów ozdobnych, w sztuce i kolekcjonerstwie.
Wrażliwość małży na zanieczyszczenie środowiska pozwala wykorzystywać je jako bioindykatory.
Niektóre gatunki powodują szkody gospodarcze poprzez niszczenie urządzeń portowych, statków i budowli hydrotechnicznych, np. świdrak okrętowiec, drążący w drewnie kanały o długości do 30 cm i niszczący w ten sposób urządzenia portowe i drewniane kadłuby łodzi oraz racicznica zmienna powodująca uszkodzenia urządzeń hydrotechnicznych.

## Systematyka

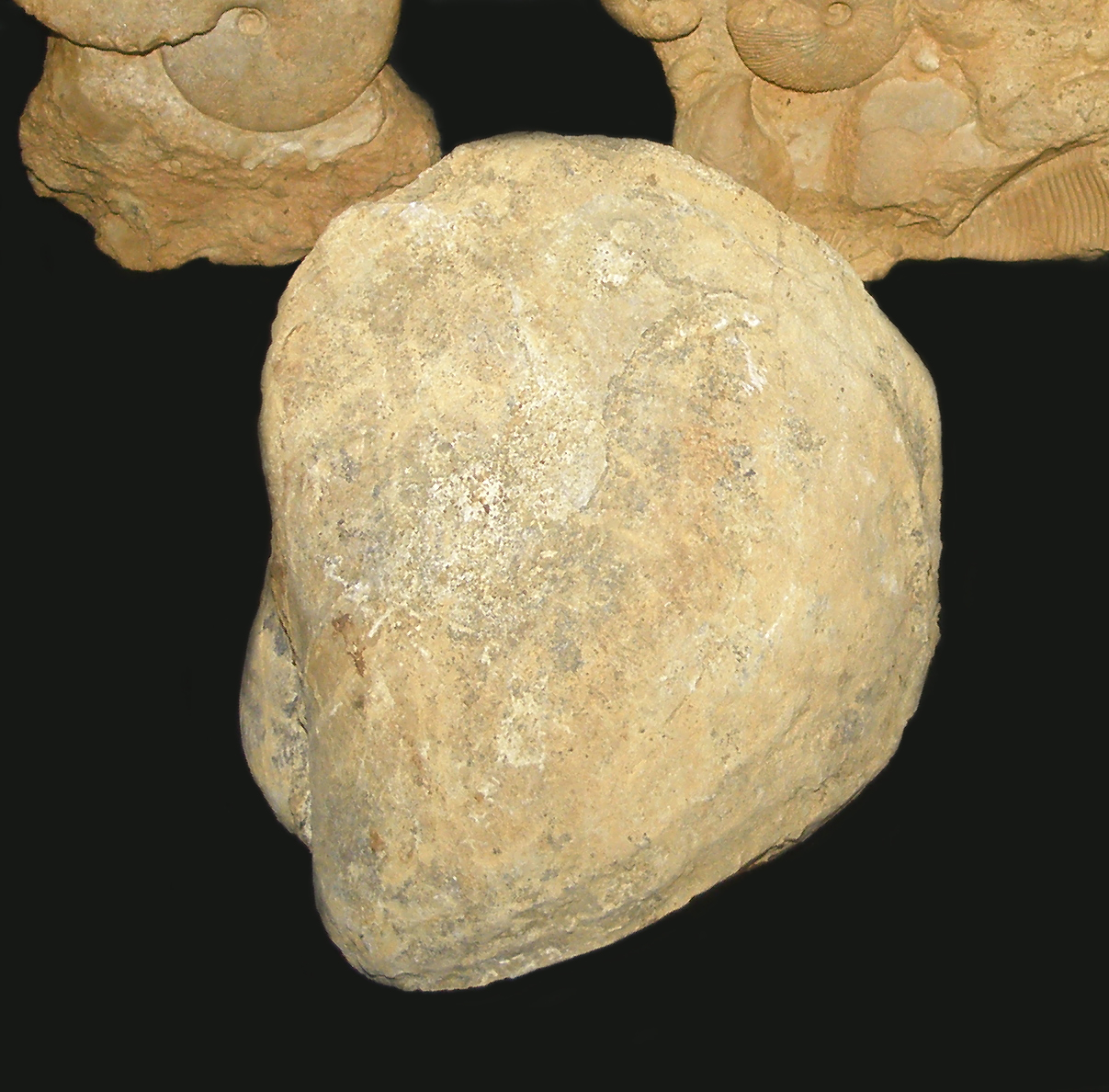
Małż – jura, kelowej (pochodzenie Polska, okolice Chrzanowa)

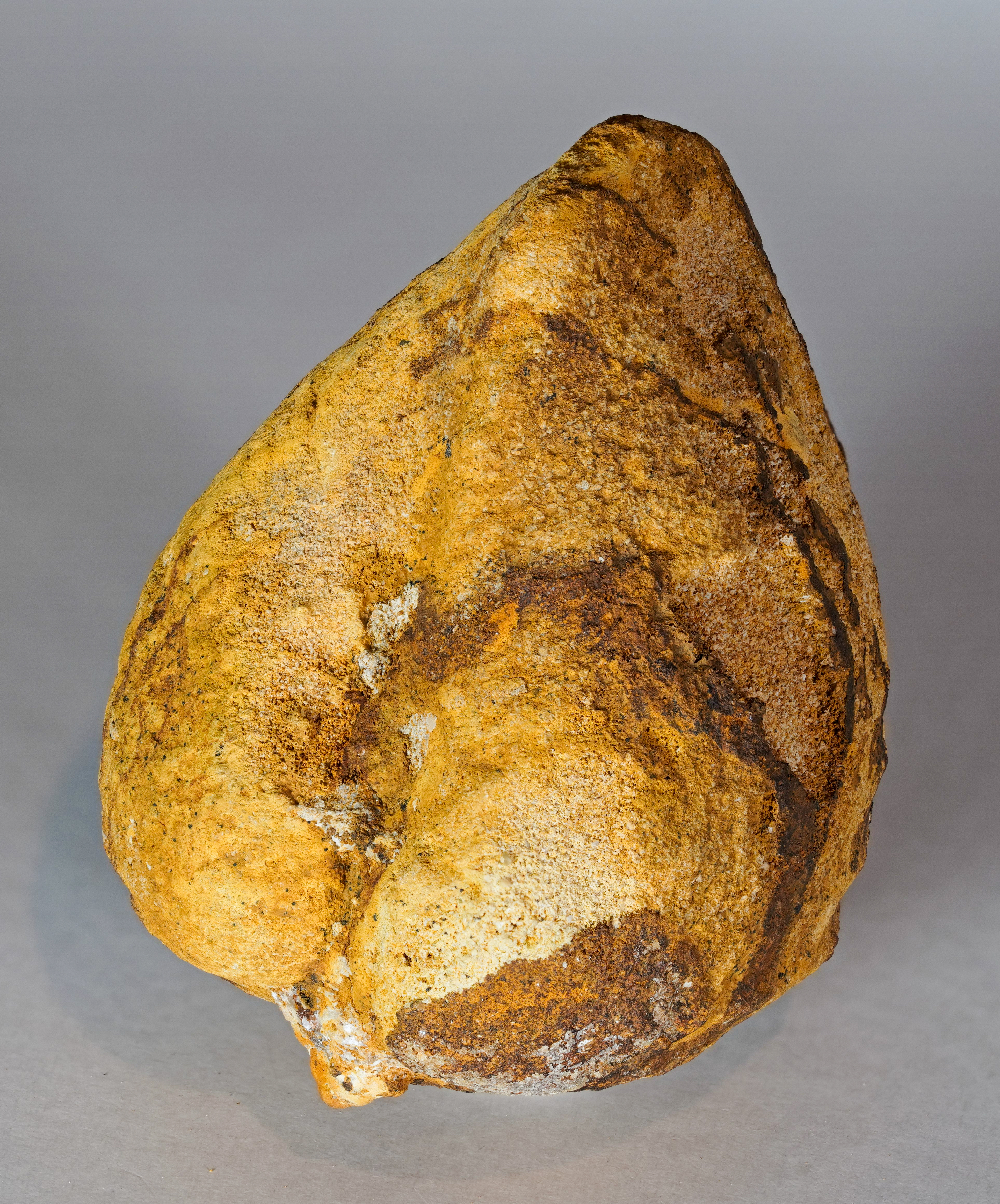
Skamieniały małż. Geologiczne stanowisko dokumentacyjne Czerwieniec gmina Krzeszowice

Klasyfikacja biologiczna tej grupy mięczaków była przedmiotem wieloletnich sporów i nadal pozostaje nieustalona  . Próbowano je klasyfikować na podstawie różnorodnych kryteriów, m.in. budowy zawiasów muszli, syfonów, wykształcenia mięśni zwieraczy lub budowy skrzeli. Paleontolodzy opierają się na elementach zachowanych w budowie muszli.
W starszych klasyfikacjach wymieniano np. taksodontowe, nierównomięśniowe i blaszkoskrzelne właściwe. W 2. połowie XX wieku dla celów dydaktycznych przyjmowano podział na podstawie budowy skrzeli, w którym wyróżniano cztery podgromady :
- pierwoskrzelne (Protobranchia)
- nitkoskrzelne (Pteriomorphia, Filibranchia)
- blaszkoskrzelne, blaszkoskrzelne właściwe (Eulamellibranchiata)
- zrosłoskrzelne (Septibranchia)

Współcześnie do ważniejszych grup wśród Bivalvia zaliczane są :
- Protobranchia – pierwoskrzelne
- Eulamellibranchia – blaszkoskrzelne (takson pomijany w niektórych klasyfikacjach)
  - Pteriomorphia – nitkoskrzelne
  - Palaeoheterodonta
  - Heterodonta